# Forte Real de São Francisco Xavier da Ribeira do Jaguaribe
O Forte Real de São Francisco Xavier da Ribeira do Jaguaribe localizava-se à margem do rio Jaguaribe, quatorze léguas (cerca de setenta e três quilômetros) acima de sua foz (atual cidade de Russas), no estado brasileiro do Ceará.

## História
Esta fortificação foi erguida numa época em que os povos indígenas do Ceará se encontravam em luta contra a presença portuguesa na região, a chamada Guerra dos Bárbaros.
Encontra-se descrita por BARRETTO (1958). Por determinação do governador da capitania de Pernambuco, Caetano de Mello Castro, o Capitão Pedro Lelou partiu do Forte de Nossa Senhora da Assunção (25 de março de 1695) à testa de um contingente de cinqüenta homens, para estabelecer um Presídio no curso do baixo rio Jaguaribe. Este estabelecimento, batizado com o nome de Forte Real de São Francisco Xavier da Ribeira do Jaguaribe, tinha a função de oferecer apoio à pacificação dos indígenas da região, sendo guarnecido por vinte homens, sob o comando do Ajudante João da Mota, e artilhado com quatro arcabuzes e dois pedreiros. O efetivo foi aumentado para cinqüenta homens em 1697. A partir de 1699, Belchior Pinto assumiu o comando do forte, reconstruído em 1700 por determinação do Tenente-coronel João de Barros Braga.
Foi comandado de 1701 a 1703 por Plácido de Azevedo Falcão. Tomado por duas vezes pelos indígenas revoltados, foi incendiado pelos mesmos em 1705. Em 20 de dezembro desse mesmo ano, o governador da Capitania de Pernambuco, Francisco de Castro Morais, propôs à Coroa portuguesa a extinção deste forte, considerando terem os indígenas deixado livre aquele litoral, perdendo o forte a sua finalidade. Pela Carta-régia de 12 de março de 1707, o governador da Capitania foi autorizado a mandar abandoná-lo, determinando que o Cabo Manoel Dias Pinheiro, seu comandante desde 1706, fosse transferido para o Forte do Pau Amarelo, então em construção (op. cit., p. 93-94).